# 内赫班丹
内赫班丹（波斯語：‎, 罗马字转写为Nehbandān或Nahbandan，也被简称为Neh） 是位于伊朗南呼罗珊省Nehbandan县的一座城市。2006年的人口普查显示，有人口15988，家庭3817个。当地大多数为波斯人，讲一种名为“Nehi”的波斯语方言。还有大量的讲俾路支语的俾路支人。此外有许多阿富汗人生活在该地区，有新来的难民，也有第二代或第三代阿富汗人。